# Absalom
Pour les articles homonymes, voir Absalon.
אַבְשָׁלוֹם
Compléments
Conseillers : Achitophel, Chusaï
Absalom, Absalon ou Avshalom (en hébreu : אַבְשָׁלוֹם, littéralement : « Père de la paix » ou « Le père est la paix ») est un personnage biblique. Il est le troisième fils de David, roi d'Israël, et réputé pour être le plus bel homme du royaume. Son histoire est racontée dans le Deuxième livre de Samuel.

## Récit biblique
Tamar, sœur d'Absalom, est violée par Amnon, le fils aîné de David et le demi-frère d'Absalom et de Tamar. Deux ans plus tard, Absalom fait tuer Amnon par des serviteurs, lors d'un festin auquel il a convié tous les fils du roi (2Sam 13:18-28). Absalom se réfugie auprès de son grand-père maternel, Talmaï, roi de Geshour (en) (voir Josué 12:5 et 13:2), et n'est réadmis dans les faveurs de son père que trois ans plus tard.
Quatre ans plus tard, il fomente une révolte à Hébron, l'ancienne capitale d'Israël. Absalom, bien qu'à présent l'aîné des fils de David, pense néanmoins ne pas être destiné à succéder à son père sur le trône (texte des chapitres 15 à 20, entre la naissance de Salomon et les querelles l'opposant à Adonias).
Tout Israël et tout Juda vinrent grossir ses rangs, et David, ne pouvant compter que sur sa garde crétoise et quelques recrues de Gath, prit la fuite. Les prêtres étant restés à Jérusalem, deux d'entre eux, Jonathan et Ahimaaz, lui servirent d'espions. Absalom atteignit la capitale, et s'entretint avec Achitophel, prêtre réputé. La poursuite continua, et David dut se réfugier au-delà du Jourdain.
Une bataille se tint dans la « forêt d'Éphraïm » (une localité peut-être située à l'est du Jourdain), où l'armée d'Absalom fut totalement mise en déroute. Lui-même, en fuyant, se prit les cheveux (qu'il portait longs) dans les branches d'un térébinthe. Toutefois, David avait ordonné à ses hommes de faire preuve d'égards et de douceur à celui qui était son plus vieux fils vivant. En revanche, Joab, général du roi, était mû par des sentiments moins mesurés et, comme un soldat refusait de le faire pour mille shekels, il transperça à 3 reprises la poitrine d'Absalom, qui se débattait toujours dans les branches.
En dépit de la victoire de ses troupes, David fut consumé de chagrin :
18:31 : Et voici qu'arriva le Couschite ; il dit : « Que le roi mon seigneur apprenne une bonne nouvelle ! Aujourd'hui Yahweh t'a fait justice de tous ceux qui s'élevaient contre toi. »
18:32 : Le roi dit au Couschite: « Tout va-t-il bien pour le jeune homme, pour Absalom ? » Le Couschite répondit: « Qu'ils soient comme ce jeune homme, les ennemis de mon seigneur le roi et tous ceux qui s'élèvent contre toi pour te faire du mal ! »
19:1 : Le roi, tremblant d'émotion, monta dans la chambre au-dessus de la porte et pleura. Il disait en marchant : « Mon fils Absalom ! Mon fils, mon fils Absalom ! Que ne suis-je mort à ta place ! Absalom mon fils, mon fils ! »
19:2 : On vint dire à Joab : « Voici que le roi pleure et se lamente sur son fils. »
19:3 : La victoire, ce jour-là, fut changée en deuil pour tout le peuple, car le peuple entendit dire en ce jour-là : « Le roi est affligé à cause de son fils. »
David ordonna qu'un grand tas de pierres soit érigé à l'endroit même où Absalom était tombé, alors qu'un autre monument avait été érigé par Absalom lui-même, près de Jérusalem, afin de perpétuer son nom car ses trois fils étaient morts jeunes (2 Samuel 14:27).
2 Samuel 18:18 : Et Absalom avait pris et dressé pour lui, de son vivant, une stèle qui est dans la vallée du Roi ; car il disait : Je n'ai pas de fils pour rappeler la mémoire de mon nom. Et il appela la stèle de son nom ; et elle est appelée jusqu'à ce jour le monument d'Absalom.
(Il ne s'agit cependant pas de la « Tombe d'Absalom » - Yad Avshalom, qui est d'une époque plus tardive.)

## Dans les arts
- Absalon, film français réalisé par Henri Andréani et sorti en 1912;
- Absalon, Absalon!, roman de William Faulkner, publié en 1936;
- Absalon et Achitophel, poème satirique de John Dryden.

## Galerie

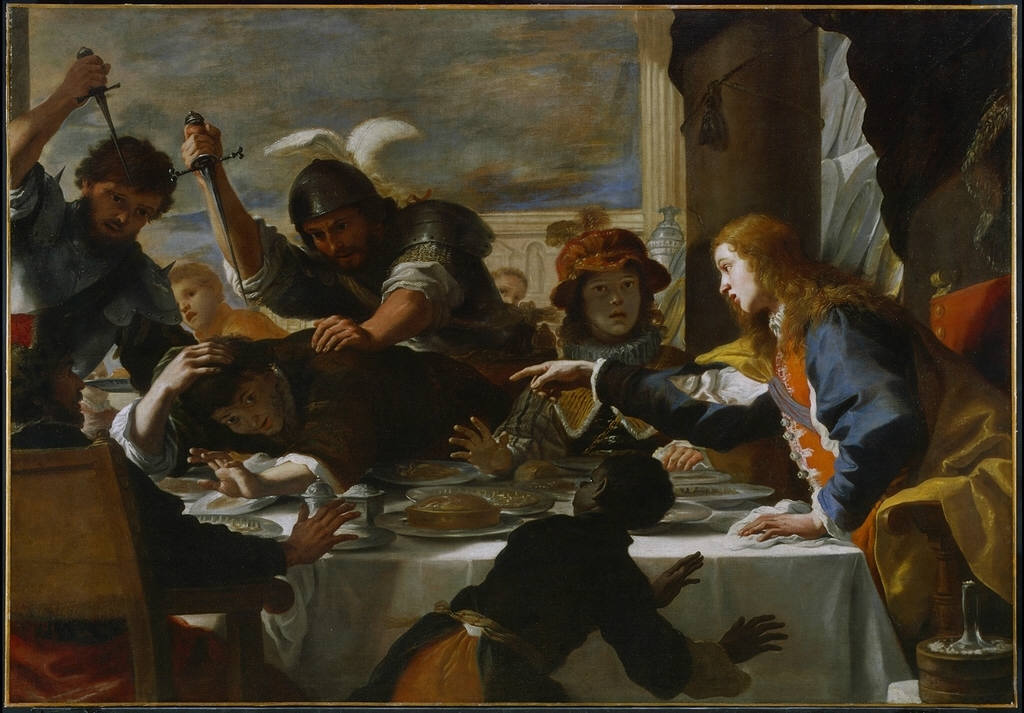
La fête d'Absalom, Mattia Preti, (entre 1656 et 1661)
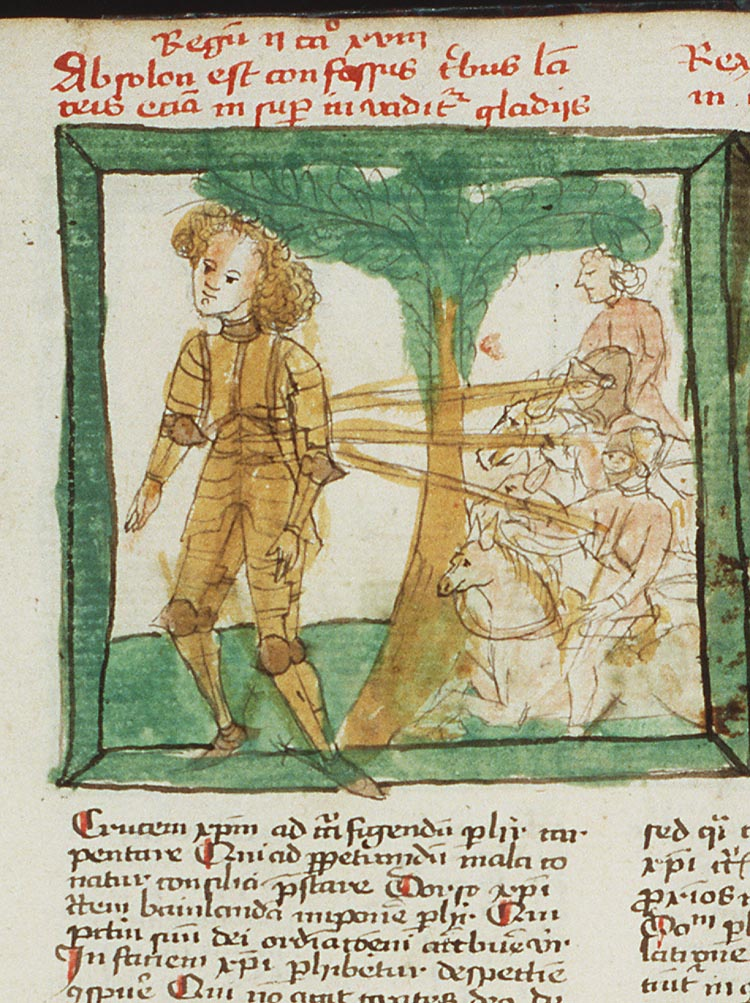
Mort d'Absalom
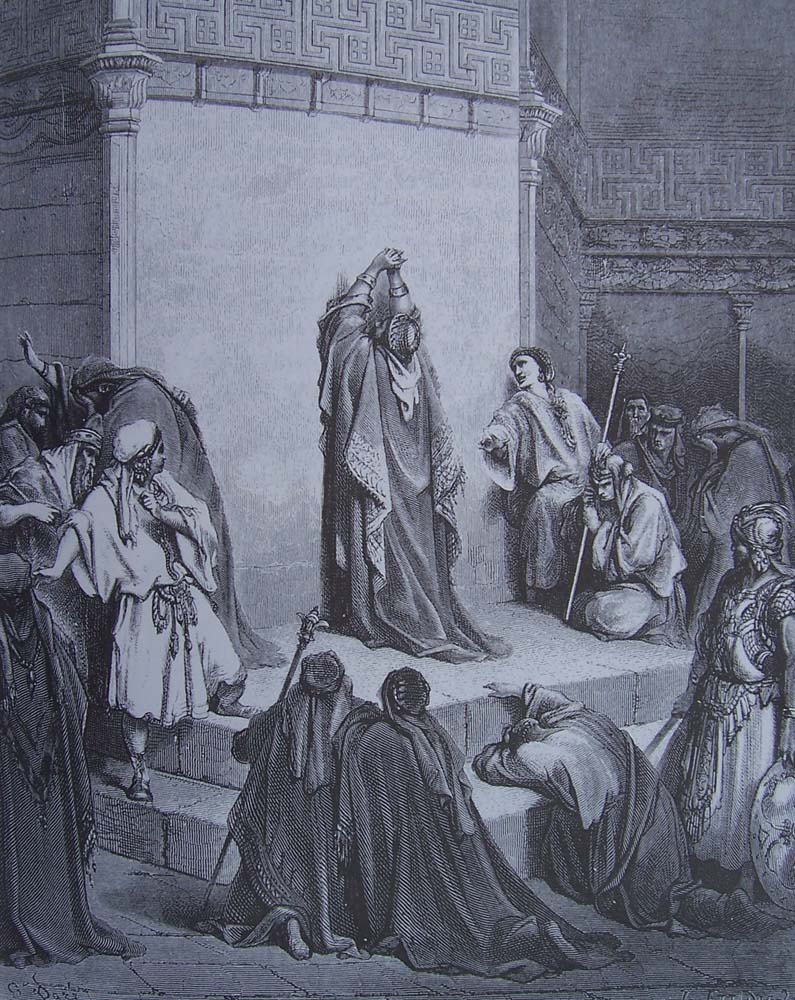
David inconsolable de la mort d'Absalom, Gustave Doré (1866)